# Fernando Aristeguieta
Fernando Luis Aristeguieta de Luca (Caracas, 9 de abril de 1992) é um futebolista venezuelano que atua como atacante pelo Caracas.

## Estadísticas
Actualizado el 11 de novembro de 2012
| Club            | Temporada       | Liga     | Liga  | Copa     | Copa  | Continental | Continental | Total    | Total |
| Club            | Temporada       | Partidos | Goles | Partidos | Goles | Partidos    | Goles       | Partidos | Goles |
| --------------- | --------------- | -------- | ----- | -------- | ----- | ----------- | ----------- | -------- | ----- |
| Caracas         | 2009–10         | 20       | 6     | 0        | 0     | 2           | 0           | 22       | 6     |
| Caracas         | 2010–11         | 3        | 0     | 0        | 0     | 0           | 0           | 3        | 0     |
| Caracas         | 2011–12         | 31       | 11    | 6        | 0     | 0           | 0           | 37       | 11    |
| Caracas         | 2012–13         | 17       | 14    | 5        | 4     | 0           | 0           | 22       | 18    |
| Carrera totales | Carrera totales | 71       | 31    | 11       | 4     | 2           | 0           | 84       | 35    |

## Títulos

### Caracas FC
- Campeonato Venezuelano: 2009/10
- Copa Venezuelana: 2009